# Världsmästerskapen i brottning
Världsmästerskapen i brottning genomfördes första gången 1904.

## Tävlingar

### Grekisk-romersk stil, herrar
| År   | Datum           | Plats                                      | Nationssegrare |
| ---- | --------------- | ------------------------------------------ | -------------- |
| 1904 | 23–26 maj       | Wien, Österrike                            | —              |
| 1905 | 8–10 maj        | Berlin, Prussen, Tyskland                  | —              |
| 1907 | 20 maj          | Frankfurt am Main, Preussen, Tyskland      | —              |
| 1908 | 8–9 december    | Wien, Österrike                            | —              |
| 1909 | 3 oktober       | Wien, Österrike                            | —              |
| 1910 | 6 juni          | Düsseldorf, Preussen, Tyskland             | —              |
| 1911 | 25–28 mars      | Helsingfors, Finland                       | —              |
| 1913 | 27–28 juli      | Breslau, Preussen, Tyskland                | —              |
| 1920 | 4–8 september   | Wien, Österrike                            | —              |
| 1921 | 5–8 november    | Helsingfors, Finland                       | —              |
| 1922 | 8–11 mars       | Stockholm, Sverige                         | —              |
| 1950 | 20–23 mars      | Stockholm, Sverige                         | Sverige        |
| 1953 | 17–19 april     | Neapel, Italien                            | Sovjetunionen  |
| 1955 | 21–25 april     | Karlsruhe, Baden-Württemberg, Västtyskland | Sovjetunionen  |
| 1958 | 21–24 juli      | Budapest, Ungern                           | Sovjetunionen  |
| 1961 | 5–7 juni        | Yokohama, Japan                            | Sovjetunionen  |
| 1962 | 25–27 juni      | Toledo, Ohio, USA                          | Sovjetunionen  |
| 1963 | 1–3 juli        | Helsingborg, Sverige                       | Sovjetunionen  |
| 1965 | 6–8 juni        | Tammerfors, Finland                        | Sovjetunionen  |
| 1966 | 20–22 juni      | Toledo, Ohio, USA                          | Sovjetunionen  |
| 1967 | 1–3 september   | Bukarest, Rumänien                         | Sovjetunionen  |
| 1969 | 3–5 mars        | Mar del Plata, Buenos Aires, Argentina     | Sovjetunionen  |
| 1970 | 4–6 juli        | Edmonton, Alberta, Kanada                  | Sovjetunionen  |
| 1971 | 2–5 september   | Sofia, Bulgarien                           | Bulgarien      |
| 1973 | 11–14 september | Teheran, Iran                              | Sovjetunionen  |
| 1974 | 10–13 oktober   | Katowice, Polen                            | Sovjetunionen  |
| 1975 | 11–14 september | Minsk, Vitryska SSR, Sovjetunionen         | Sovjetunionen  |
| 1977 | 14–17 oktober   | Göteborg, Sverige                          | Sovjetunionen  |
| 1978 | 20–23 augusti   | Mexico City, Mexiko                        | Sovjetunionen  |
| 1979 | 21–24 augusti   | San Diego, Kalifornien, USA                | Sovjetunionen  |
| 1981 | 28–30 augusti   | Oslo, Norge                                | Sovjetunionen  |
| 1982 | 9-12 september  | Katowice, Polen                            | Sovjetunionen  |
| 1983 | 22–25 september | Kiev, Ukrainska SSR, Sovjetunionen         | Sovjetunionen  |
| 1985 | 8–11 augusti    | Kolbotn, Norge                             | Sovjetunionen  |
| 1986 | 23–26 oktober   | Budapest, Ungern                           | Sovjetunionen  |
| 1987 | 19–22 augusti   | Clermont-Ferrand, Frankrike                | Sovjetunionen  |
| 1989 | 24–27 augusti   | Martigny, Valais, Schweiz                  | Sovjetunionen  |
| 1990 | 19–21 november  | Ostia, Italien                             | Sovjetunionen  |
| 1991 | 27–30 september | Varna, Bulgarien                           | Sovjetunionen  |
| 1993 | 16–19 september | Stockholm, Sverige                         | Ryssland       |
| 1994 | 8–11 september  | Tammerfors, Finland                        | Ryssland       |
| 1995 | 12–15 oktober   | Prag, Tjeckien                             | Ryssland       |
| 1997 | 10–13 september | Wrocław, Polen                             | Ryssland       |
| 1998 | 27–30 augusti   | Gävle, Sverige                             | Ryssland       |
| 1999 | 23–26 september | Aten, Grekland                             | Ryssland       |
| 2001 | 6–9 december    | Patras, Grekland                           | Kuba           |
| 2002 | 20–22 september | Moskva, Ryssland                           | Ryssland       |
| 2003 | 2–5 oktober     | Créteil, Frankrike                         | Georgien       |

### Fristil, herrar
| År   | Datum                  | Plats                                                  | Nationssegrare |
| ---- | ---------------------- | ------------------------------------------------------ | -------------- |
| 1951 | 26–29 april            | Helsingfors, Finland                                   | Turkiet        |
| 1954 | 22–25 maj              | Tokyo, Japan                                           | Turkiet        |
| 1957 | 1–2 juni               | Istanbul, Turkiet                                      | Turkiet        |
| 1959 | 1–5 oktober            | Teheran, Iran                                          | Sovjetunionen  |
| 1961 | 2–4 juni               | Yokohama, Japan                                        | Iran           |
| 1962 | 21–23 juni             | Toledo, Ohio, USA                                      | Sovjetunionen  |
| 1963 | 31 maj–2 juni          | Sofia, Bulgarien                                       | Sovjetunionen  |
| 1965 | 1–3 juni               | Manchester, England, Storbritannien                    | Iran           |
| 1966 | 16–18 juni             | Toledo, Ohio, USA                                      | Turkiet        |
| 1967 | 12–14 november         | New Delhi, National Capital Territory of Delhi, Indien | Sovjetunionen  |
| 1969 | 8–10 mars              | Mar del Plata, Buenos Aires, Argentina                 | Sovjetunionen  |
| 1970 | 9–11 juli              | Edmonton, Alberta, Kanada                              | Sovjetunionen  |
| 1971 | 27–30 augusti          | Sofia, Bulgarien                                       | Sovjetunionen  |
| 1973 | 6–9 september          | Teheran, Iran                                          | Sovjetunionen  |
| 1974 | 29 augusti–1 september | Istanbul, Turkiet                                      | Sovjetunionen  |
| 1975 | 15–18 september        | Minsk, Vitryska SSR, Sovjetunionen                     | Sovjetunionen  |
| 1977 | 21–23 oktober          | Lausanne, Vaud, Schweiz                                | Sovjetunionen  |
| 1978 | 24–27 augusti          | Mexico City, Mexiko                                    | Sovjetunionen  |
| 1979 | 25–28 augusti          | San Diego, Kalifornien, USA                            | Sovjetunionen  |
| 1981 | 11–14 september        | Skopje, Makedonien, Jugoslavien                        | Sovjetunionen  |
| 1982 | 11–14 augusti          | Edmonton, Alberta, Kanada                              | Sovjetunionen  |
| 1983 | 26–29 september        | Kiev, Ukrainska SSR, Sovjetunionen                     | Sovjetunionen  |
| 1985 | 10–13 oktober          | Budapest, Ungern                                       | Sovjetunionen  |
| 1986 | 19–22 oktober          | Budapest, Ungern                                       | Sovjetunionen  |
| 1987 | 26–29 augusti          | Clermont-Ferrand, Frankrike                            | Sovjetunionen  |
| 1989 | 31 augusti–3 september | Martigny, Valais, Schweiz                              | Sovjetunionen  |
| 1990 | 6–9 september          | Tokyo, Japan                                           | Sovjetunionen  |
| 1991 | 3–6 oktober            | Varna, Bulgarien                                       | Sovjetunionen  |
| 1993 | 25–28 augusti          | Toronto, Ontario, Kanada                               | USA            |
| 1994 | 25–28 augusti          | Istanbul, Turkiet                                      | Turkiet        |
| 1995 | 10–13 augusti          | Atlanta, Georgia, USA                                  | USA            |
| 1997 | 28–31 augusti          | Krasnojarsk, Ryssland                                  | Ryssland       |
| 1998 | 8–11 september         | Teheran, Iran                                          | Iran           |
| 1999 | 7–10 oktober           | Ankara, Turkiet                                        | Ryssland       |
| 2001 | 22–25 november         | Sofia, Bulgarien                                       | Ryssland       |
| 2002 | 7–9 september          | Teheran, Iran                                          | Iran           |
| 2003 | 12–14 september        | New York, New York, USA                                | Georgien       |

### Fristil, damer
| År   | Datum           | Plats                       | Nationssegrare |
| ---- | --------------- | --------------------------- | -------------- |
| 1987 | 24–25 oktober   | Lørenskog, Norge            | Norge          |
| 1989 | 24–25 augusti   | Martigny, Valais, Schweiz   | Japan          |
| 1990 | 29 juni–1 juli  | Luleå, Sverige              | Japan          |
| 1991 | 24–25 augusti   | Tokyo, Japan                | Japan          |
| 1992 | 4–5 september   | Villeurbanne, Frankrike     | Japan          |
| 1993 | 7–8 augusti     | Stavern, Norge              | Japan          |
| 1994 | 6–7 augusti     | Sofia, Bulgarien            | Japan          |
| 1995 | 9–11 september  | Moskva, Ryssland            | Ryssland       |
| 1996 | 29–31 augusti   | Sofia, Bulgarien            | Japan          |
| 1997 | 10–12 juli      | Clermont-Ferrand, Frankrike | Japan          |
| 1998 | 8–10 oktober    | Poznań, Polen               | Ryssland       |
| 1999 | 10–12 september | Boden, Sverige              | USA            |
| 2000 | 1–3 september   | Sofia, Bulgarien            | Japan          |
| 2001 | 22–25 november  | Sofia, Bulgarien            | Kina           |
| 2002 | 2–3 november    | Chalkis, Grekland           | Japan          |
| 2003 | 12–14 september | New York, New York, USA     | Japan          |

### Gemensamma tävlingar
| År   | Datum                    | Plats                              | Nationssegrare               | Nationssegrare               | Nationssegrare |
| År   | Datum                    | Plats                              | Fristil, herrar              | Grekisk-romersk stil, herrar | Fristil, damer |
| ---- | ------------------------ | ---------------------------------- | ---------------------------- | ---------------------------- | -------------- |
| 2005 | 26 september – 2 oktober | Budapest, Ungern                   | Ryssland                     | Ungern                       | Japan          |
| 2006 | 25 september – 1 oktober | Guangzhou, Kina                    | Ryssland                     | Turkiet                      | Japan          |
| 2007 | 17–23 september          | Baku, Azerbajdzjan                 | Ryssland                     | USA                          | Japan          |
| 2008 | 11–13 oktober            | Tokyo, Japan                       | —                            | —                            | Japan          |
| 2009 | 21–27 september          | Herning, Danmark                   | Ryssland                     | Turkiet                      | Azerbajdzjan   |
| 2010 | 6–12 september           | Moskva, Ryssland                   | Ryssland                     | Ryssland                     | Japan          |
| 2011 | 12–18 september          | Istanbul, Turkiet                  | Ryssland                     | Ryssland                     | Japan          |
| 2012 | 27–29 september          | Strathcona County, Alberta, Kanada | —                            | —                            | Kina           |
| 2013 | 16–22 september          | Budapest, Ungern                   | Iran                         | Ryssland                     | Japan          |
| 2014 | 8–14 september           | Tasjkent, Uzbekistan               | Ryssland                     | Iran                         | Japan          |
| 2015 | 7–15 september           | Las Vegas, USA                     | Ryssland                     | Ryssland                     | Japan          |
| 2016 | 10–11 december           | Budapest, Ungern                   | —                            | —                            | —              |
| 2017 | 21–26 augusti            | Paris, Frankrike                   | USA                          | Ryssland                     | Japan          |
| 2018 | 20–28 oktober            | Budapest, Ungern                   | Ryssland                     | Ryssland                     | Japan          |
| 2019 | 14–22 september          | Nur-Sultan, Kazakstan              | Ryssland                     | Ryssland                     | Japan          |
| 2021 | 2–10 oktober             | Oslo, Norge                        | Ryska brottningsfederationen | Ryska brottningsfederationen | Japan          |
| 2022 | 10–18 september          | Belgrad, Serbien                   | USA                          | Turkiet                      | Japan          |
| 2023 | 16–24 september          | Belgrad, Serbien                   | USA                          | Azerbajdzjan                 | Japan          |
| 2024 | 28–31 oktober            | Tirana, Albanien                   | Georgien                     | Azerbajdzjan                 | Japan          |
| 2025 | 13–21 september          | Zagreb, Kroatien                   |                              |                              |                |